# Pere de Torrelles i de Blanes
Pere de Torrelles i de Blanes (? - l'Alguer, Sardenya 1410). Lloctinent del regne de Sardenya.

## Orígens familiars i núpcies
Fill d'Antoni de Torrelles i Marc. Era germà de Ramon de Torrelles i de Blanes
Es va casar amb Urraca López de Gurrea, amb la qual tingué un fill: Joan de Torrelles i López de Gurrea.

## Biografia
El 1392 va acompanyar Martí l'Humà a la campanya de Sicília. Quan el 1399 aquest pujà al tron per la sobtada mort del seu germà Joan I accedí als càrrecs de confiança de cambrer i conseller reial.
El 1408 el rei el va nomenar capità general de la flota que havia de socórrer el seu fill Martí el Jove a la Sardenya en rebel·lió. Després en fou nomenat lloctinent i mariscal per substituir aquest últim durant les seves absències. Fou èpica la seva participació en la victòria de la batalla de Sanluri el 1409, i quan Martí el Jove va morir de febres infeccioses assumí la responsabilitat de seguir la lluita contra els sards rebels.
Amb el seu germà Ramon fou nomenat tutor i protector de Frederic de Luna, el fill il·legítim de Martí el Jove que no va arribar a ser legitimat per a ser l'hereu de la Corona d'Aragó. Com a tal va defensar al Parlament de Catalunya els drets de l'infant al regne de Sicília.
Abans de morir va delegar les seves responsabilitats de govern a Joan de Corbera.